# Perizoma subviridis
Perizoma subviridis är en fjärilsart som beskrevs av George Francis Hampson 1902. Perizoma subviridis ingår i släktet Perizoma och familjen mätare. Inga underarter finns listade i Catalogue of Life.